# Demétrio Bezerra da Rocha Morais
Demétrio Bezerra da Rocha Morais (Belém, 27 de novembro de 1850 - Belém, 23 de março de 1909) foi um advogado e político paraense. 
Era filho de Francisco Bezerra da Rocha Moraes (1819-1874) e Leonarda Maria da Rocha Moraes. O seu pai migrou para o Pará em 1845, Ilha de Marajó, para administrar a fazenda nacional São Lourenço, tornando-se, posteriormente, um grande pecuarista. A sua mãe era filha do juiz Joaquim Angelo Gonçalves.
Foi casado com Rita Acatauassú Nunes (a filha do barão de Igarapé-Mirim) e teve quatro filhos: Rita Nunes Bezerra; José Nunes Bezerra; Flavio Nunes Bezerra e Pedro Paulo Nunes Bezerra.
Demétrio formou-se advogado em 1874 em Olinda. Foi professor da Faculdade de Direito do Pará, jornalista, fazendeiro pecuarista fundador das Fazendas Reunidas São Luis da Ritlândia, na Ilha de Marajó, e Deputado Federal pelo Estado do Pará em dois mandatos.
Enquanto político foi deputado pelo partido conservador e posteriormente um dos lideres do partido Democrático.